# Informirano soglasje
Informirano soglasje ali privolitev po poučitvi (angleško informed consent) je postopek za pridobitev dovoljenja pred izvajanjem zdravstvenega posega na osebi, izvedbo določene vrste raziskave na osebi ali razkritjem podatkov osebe. Izvajalec zdravstvenega varstva lahko od pacienta zahteva, da privoli v prejemanje terapije, preden jo zagotovi, klinični raziskovalec pa lahko preiskovanca (udeleženca raziskave) zaprosi za informirano soglasje pred vključitvijo te osebe v klinično preskušanje ali pred začetkom neke oblike nadzorovanega eksperimenta. Informirano soglasje se pridobi v skladu s smernicami s področij medicinske etike in raziskovalne etike.
Prostovoljna privolitev je soroden izraz, zapisan v Mednarodnem paktu o državljanskih in političnih pravicah. Pakt so leta 1966 sprejeli Združeni narodi in naj bi veljal do 23. marca 1976. V sedmem členu prepoveduje izvajanje medicinskih ali znanstvenih poskusov brez privolitve. Do septembra 2019 je k paktu pristopilo 173 strank in šest podpisnic, ki ga niso ratificirale.
Kot informirano soglasje se lahko šteje soglasje, podano na podlagi nedvoumne seznanjenosti in jasnega razumevanja dejstev, pomena in posledic dejanja. Za informirano soglasje mora zadevni posameznik imeti ustrezne spoznavne sposobnosti in biti seznanjen z vsemi potrebnimi podatki. Med ovire pri sklepanju in presoji, ki bi lahko preprečile informirano soglasje, med drugim spadajo osnovna intelektualna ali čustvena nezrelost, visoka stopnja stresa, kot je posttravmatska stresna motnja (PTSP), huda motnja v duševnem razvoju, huda duševna motnja, zastrupitev, hudo pomanjkanje spanja, Alzheimerjeva bolezen in koma.
Pridobitev soglasja ni vedno potrebna. Če se šteje, da posameznik ne more podati informiranega soglasja, je za soglasje v njegovem imenu na splošno pooblaščena druga oseba (pooblaščenec), npr. starši ali zakoniti skrbnik otroka (čeprav je v tem primeru lahko potrebno, da  otroka izrazi informirano privolitev (informed assent) ali negovalec duševno motene osebe, soglasje pa se lahko predpostavlja tudi na podlagi doktrine implicitnega soglasja, npr. kadar bo nezavestna oseba brez takojšnje zdravniške oskrbe umrla.
V primerih, ko posameznik prejme premalo informacij za premišljeno odločitev, se pojavijo resna etična vprašanja. Takšne primere v kliničnem preskušanju v medicinskih raziskavah predvideva in preprečuje etična komisija ali institucionalni revizijski odbor.
Predloge obrazcev za informirano soglasje (ICF – informed consent forms) so na voljo na spletišču Svetovne zdravstvene organizacije.

## Potrebni elementi
Da lahko posameznik poda veljavno informirano soglasje, morajo biti prisotne tri komponente: razkritje, sposobnost in prostovoljnost. 
- Razkritje zahteva, da raziskovalec vsakemu morebitnemu preiskovancu zagotovi informacije, potrebne za samostojno odločitev, in tudi, da preiskovanec ustrezno razume posredovane informacije. Ta zadnja zahteva pomeni, da mora biti pisni obrazec za soglasje napisan v laičnem jeziku, ki ustreza jezikovnim spretnostim preiskovane populacije, in tudi oceno stopnje razumevanja s pogovorom (za seznanitev).
- Sposobnost se nanaša na sposobnost preiskovanca, da razume prejete informacije in da sprejme premišljeno odločitev, ki temelji na njenih mogočih posledicah.
- Prostovoljnost se nanaša na pravico posameznika, da svobodno uveljavlja svojo odločitev, ne da bi bil podvržen zunanjim pritiskom, kot so prisila, manipulacija ali nedovoljeno vplivanje.

## Opustitev pogoja
V določenih okoliščinah, kadar v študiji ni pričakovati predvidljive škode ali kadar to dovoljujejo zakon, predpisi ali če je nerazkritje nekaterih informacij odobrila nadzorna etična komisija, se lahko pridobitev informiranega soglasja opusti.
Poleg študij z minimalnim tveganjem se lahko pridobitev informiranega soglasja opusti tudi v vojaškem okolju. V skladu z ameriškim Zakonikom o oboroženih silah (10 USC 980, »Omejitev uporabe ljudi kot preiskovancev«) lahko obrambni minister odobri odpoved predhodnemu soglasju, če bi raziskovalni projekt:
1. Preiskovancem neposredno koristil.
2. Prispeval k razvoj zdravila ali drugega medicinskega izdelka, ki ga potrebujejo oborožene sile.
3. Se Izvajal skladno z vsemi zakoni in predpisi (tj. opustitev soglasja za nujne raziskave), vključno s tistimi, ki se nanašajo na ameriško Upravo za prehrano in zdravila (FDA).

Čeprav je informirano soglasje osnovna pravica in ga je treba dosledno izvajati, je v primeru, da je pacient zaradi poškodbe ali bolezni opravilno nesposoben, še vedno pomembno, da lahko koristi nujne raziskave. Uprava za hrano in zdravila in Ministrstvo za zdravje in socialne zadeve (DHHS) sta se združila, da bi oblikovala zvezne smernice o opravljanju nujnih raziskav brez predhodne pridobitve informiranega soglasja. Taka raziskava se lahko nadaljuje le, če raziskovalci pridobijo odločbo o opustitvi informiranega soglasja (WIC – waiver of informed consent) ali o nujni izjemi glede informiranega soglasja (EFIC – emergency exception from informed consent).

## Otroci
Ker otroci pogosto niso sposobni odločanja ali nimajo pravne moči (kompetence), da bi zagotovili resnično informirano soglasje za zdravniško odločitev, pogosto zagotovijo informirano dovoljenje za zdravniške odločitve starši ali zakoniti skrbnik. To »soglasje po pooblaščencu« je običajno razmeroma zadovoljivo, vendar se lahko pojavijo etične dileme, kadar se mnenje staršev ali skrbnika in zdravstvenega delavca glede tega, kaj pomeni ustrezna odločitev o »največji koristi otroka«, razlikuje. Mladoletniki s popolno poslovno sposobnostjo (legally emancipated) in nekatere situacije, kot so odločitve v zvezi s spolno prenosljivimi boleznimi ali nosečnostjo, ali mladoletniki brez popolne poslovne sposobnosti, ki so sposobni sprejemanja odločitev, povezanih z zdravjem, bodo morda lahko podali soglasje, ne da bi bilo potrebno dovoljenje staršev ali skrbnika, kar je odvisno od zakonodaje posamezne jurisdikcije. Ameriška pediatrična akademija priporoča medicinskim strokovnjakom, da pri starejših otrocih in mladostnikih pridobijo tudi njihovo privolitev (assent), tako da jim posredujejo informacije, primerne za njihovo starost, in jim pomagajo pri sprejemu odločitve.
Raziskave na otrocih so družbi v marsičem koristile. Edini učinkoviti način za določitev normalnih vzorcev rasti in presnove so raziskave na dojenčkih in majhnih otrocih. Pri obravnavanju vprašanja informiranega soglasja za otroke je veljavno soglasje staršev ali zakonitih skrbnikov, to pa ne velja za stališče odraslih bratov ali sester. Poleg tega starši ne morejo zahtevati prekinitve zdravljenja, če je to potrebno za ohranitev otrokovega življenja, tudi če menijo, da bi bilo to v otrokovo največjo korist. Oblikovale so se tudi številne doktrine, ki otrokom omogočajo zdravljenje brez soglasja staršev. Tako lahko v zdravljenje privolijo poslovno sposobni mladoletniki, v nujnem primeru pa tudi drugi mladoletniki.

## Raziskave
Informirano soglasje je del tudi etičnih kliničnih raziskav, pri katerih preiskovanec prostovoljno potrdi svojo pripravljenost za sodelovanje v določenem kliničnem preskušanju, potem ko je bil seznanjen z vsemi vidiki preskušanja, ki so pomembni za odločitev osebe o sodelovanju. Informirano soglasje se dokumentira s pisnim, podpisanim in datiranim obrazcem za soglasje.  V medicinskem raziskovanju je informirano soglasje kot temeljno mednarodno normo leta 1947 postavil Nürnberški kodeks kot odgovor na holokavst. V Sloveniji etičnost medicinskih raziskav preverja Komisija Republike Slovenije za medicinsko etiko, ki nadzoruje tudi postopek pridobivanja informiranega soglasja.
Ko so bile medicinske smernice, določene v Nürnberškem zakoniku, vpeljane v družboslovne etične smernice, je informirano soglasje postalo običajni del raziskovalnega procesa. Čeprav je informirano soglasje obvezno v zdravstvenem okolju, v družboslovju ni vedno potrebno. Tu raziskave za razliko od številnih medicinskih preskušanj pogosto pomenijo le majhno ali nikakršno tveganje za udeležence. Poleg tega lahko vedenje ljudi spremeni že samo vedenje, da sodelujejo v raziskavi, tako kot pri Hawthornejevem učinku: »V tipičnem laboratorijskem eksperimentu preiskovanci vstopijo v okolje, v katerem se močno zavedajo, da njihovo vedenje spremljajo, beležijo in podrobno proučujejo.« :168 V takih primerih pridobivanje informiranega soglasja neposredno posega v sposobnost izvedbe raziskave, saj bo že samo razkritje, da se raziskava izvaja, verjetno spremenilo proučevano vedenje. Zgled morebitnega vpliva: »Če bi nas zanimalo, ali in v kolikšni meri rasa ali spol vpliva na cene, ki jih kupci plačujejo za rabljene avtomobile, bi bilo težko natančno izmeriti stopnjo diskriminacije, ki jo izvajajo prodajalci rabljenih avtomobilov, če bi vedeli, da sodelujejo v raziskavi.« V primerih, ko je takšna motnja verjetna, lahko raziskovalec po skrbnem premisleku postopek informiranega soglasja opusti. To običajno naredi po pretehtanju tveganja za udeležence in družbene koristi raziskave ter tega, ali udeleženci v raziskavi sodelujejo zaradi lastne želje in ali so pravično obravnavani. Za odločitev se raziskovalci pogosto posvetujejo z etično komisijo ali institucionalnim revizijskim odborom.
Pojav novih spletnih medijev, kot so družbena omrežja, je pojem informiranega soglasja dodatno zapleten. V spletnem okolju so ljudje le malo pozorni na določbe pogojev uporabe spletnih mest in se lahko brez zadostne vednosti vključijo v raziskave. Javnost je na to problematiko postala pozorna po raziskavi, ki jo je leta 2014 izvedla družba Facebook Inc., objavila pa sta jo ta družba in Univerza Cornell. Facebook je izvedel raziskavo, v kateri so spremenili podajalnik novic Facebook News Feeds za približno 700.000 uporabnikov, da bi zmanjšali število pozitivnih ali negativnih objav, ki so jih ti videli na teden. Nato so analizirali, ali so se posodobitve stanja uporabnikov ob spremembi pogojev spremenile. Raziskava je bila objavljena v Zborniku Nacionalne akademije znanosti.
Opustitev pridobitve informiranega soglasja je povzročila ogorčenje številnih raziskovalcev in uporabnikov. Mnogi so menili, da Facebook z morebitnim spreminjanjem razpoloženja uporabnikov s spreminjanjem objav, ki jih ti vidijo, ogroža posameznike, pri katerih naj bi se povečalo tveganje za depresijo in samomor. Podporniki Facebooka pa so trdili, da je Facebook v svojih pogojih uporabe navedeli, da ima pravico pridobljene informacije uporabljati za raziskovalne namene. Drugi so menili, da je ta poskus le del trenutnega dela Facebooka, ki nenehno spreminja algoritme podajalnika novic News Feeds, da bi pri ljudeh zbujal zanimanje in jih motiviral za vračanje na svoje spletno mesto. Nekateri so poudarili, da se ta posebna študija ne razlikuje od tega, kar ljudje že sprejemajo, saj novinarske organizacije z uporabo algoritmov nenehno preizkušajo različne naslove za zbujanje čustev in doseganje klikov ali deljenja na Facebooku. Spet drugi so menili, da je Facebook pri izvajanju poskusa na uporabnikih, ki ni podali soglasja, kršil zakonodajo.
Polemika o Facebookovi študiji je sprožila številna vprašanja o informiranem soglasju in razlikah v postopku ocene etičnosti javno in zasebno financiranih raziskav. Po mnenju nekaterih je Facebook ravnal v okviru svojih omejitev, po mnenju drugih pa je treba več pozornosti nameniti pridobivanju informiranega soglasja in/ali ustanoviti interne revizijske odbore.